# Liste der Bodendenkmäler in Otting
Auf dieser Seite sind die Bodendenkmäler in der schwäbischen Gemeinde Otting zusammengestellt. Diese Tabelle ist eine Teilliste der Liste der Bodendenkmäler in Bayern. Grundlage ist die Bayerische Denkmalliste, die auf Basis des Bayerischen Denkmalschutzgesetzes vom 1. Oktober 1973 erstmals erstellt wurde und seither durch das Bayerische Landesamt für Denkmalpflege geführt wird. Die folgenden Angaben ersetzen nicht die rechtsverbindliche Auskunft der Denkmalschutzbehörde.

## Bodendenkmäler der Gemeinde Otting

### Bodendenkmäler in der Gemarkung Otting
| Lage              | Objekt | Akten-Nr.     | Bild |
| ----------------- | --- | ------------- | ---- |
| Otting (Standort) | Viereckschanze der Spätlatènezeit und Grabhügel vorgeschichtlicher Zeitstellung.                                                                | D-7-7130-0037 |      |
| Otting (Standort) | Grabhügel vorgeschichtlicher Zeitstellung. | D-7-7130-0039 |      |
| Otting (Standort) | Burgstall des Mittelalters. | D-7-7130-0040 |      |
| Otting (Standort) | Körpergräber des frühen Mittelalters. | D-7-7130-0203 |      |
| Otting (Standort) | Mittelalterliche und frühneuzeitliche Befunde im Bereich der Katholischen Pfarrkirche St. Richard (Otting) in Otting und ihrer Vorgängerbauten. | D-7-7130-0254 |      |
| Otting (Standort) | Mittelalterliche und frühneuzeitliche Befunde im Bereich von Schloss Otting.                                                                    | D-7-7130-0255 |      |
| Otting (Standort) | Mittelalterliche und frühneuzeitliche Befunde im Bereich der Katholischen Schlosskapelle Mater Dolorosa in Otting und ihrer Vorgängerbauten.    | D-7-7130-0258 |      |